# Ippazio di Gangra
Ippazio, o Ipazio (Cilicia, ... – Luziana, 345 circa), fu vescovo di Gangra, in Paflagonia; è venerato dalla Chiesa cattolica e dalla Chiesa ortodossa.

## Biografia
Ippazio nacque in Cilicia e fu vescovo di Gangra (città della Paflagonia, regione storica dell'Asia Minore settentrionale) ai tempi dell'imperatore Costantino I o Costanzo II.
Partecipò al primo concilio di Nicea (325) e il suo nome si trova anche nella lista dei partecipanti al sinodo di Gangra (340).
Fu martire a Luziana, durante il viaggio di ritorno da Costantinopoli a Gangra, in seguito ad un'imboscata da parte di alcuni seguaci di Novaziano.

## Il culto
Il suo culto fu molto diffuso nella Chiesa bizantina e giunse nell'Italia meridionale probabilmente al seguito dei monaci che praticavano la Regola di San Basilio il Grande (329-379), perciò detti «Basiliani».
Nel Martirologio Romano è ricordato il 14 novembre: "A Gangra in Paflagonia, sempre in Turchia, sant'Ipazio, vescovo, che morì martire lapidato per strada dai novaziani". Lo si festeggia principalmente il 19 gennaio giorno in cui a Tiggiano sono arrivate le sue reliquie tuttora custodite nella chiesa madre del paese, mentre il 17 giugno si celebra il patrocinio del santo.
Sant'Ippazio è il patrono di Tiggiano, piccolo comune in provincia di Lecce.
È ritenuto protettore della virilità maschile e dell'apparato genitale, benefico per l'ernia inguinale, in quanto ne fu egli stesso a lungo sofferente per un tremendo calcio ricevuto nel basso ventre durante una discussione con gli eretici ariani. È protettore dell'agricoltura salentina perché il giorno della sua festa si celebra la " Sagra della Pestanaca S. Ippazio" capodanno contadino del Salento. È raffigurato che schiaccia un drago perché sconfisse il drago che si impossesò del tesoro imperiale di Costantinopoli.
Sant'Ippazio è molto venerato anche in Russia ed in particolare nella città di Kostroma, dove nel 1330 venne costruito il Monastero di Ipat'ev.